# Vittoria della Rovere
Vittoria Feltria della Rovere (Pesaro, 7 febbraio 1622 – Pisa, 5 marzo 1694) fu la quinta granduchessa di Toscana, moglie del granduca Ferdinando II de' Medici. Con la sua morte si estinse il ramo principale dei della Rovere, fondato nel XIV secolo.

## Biografia

### Infanzia

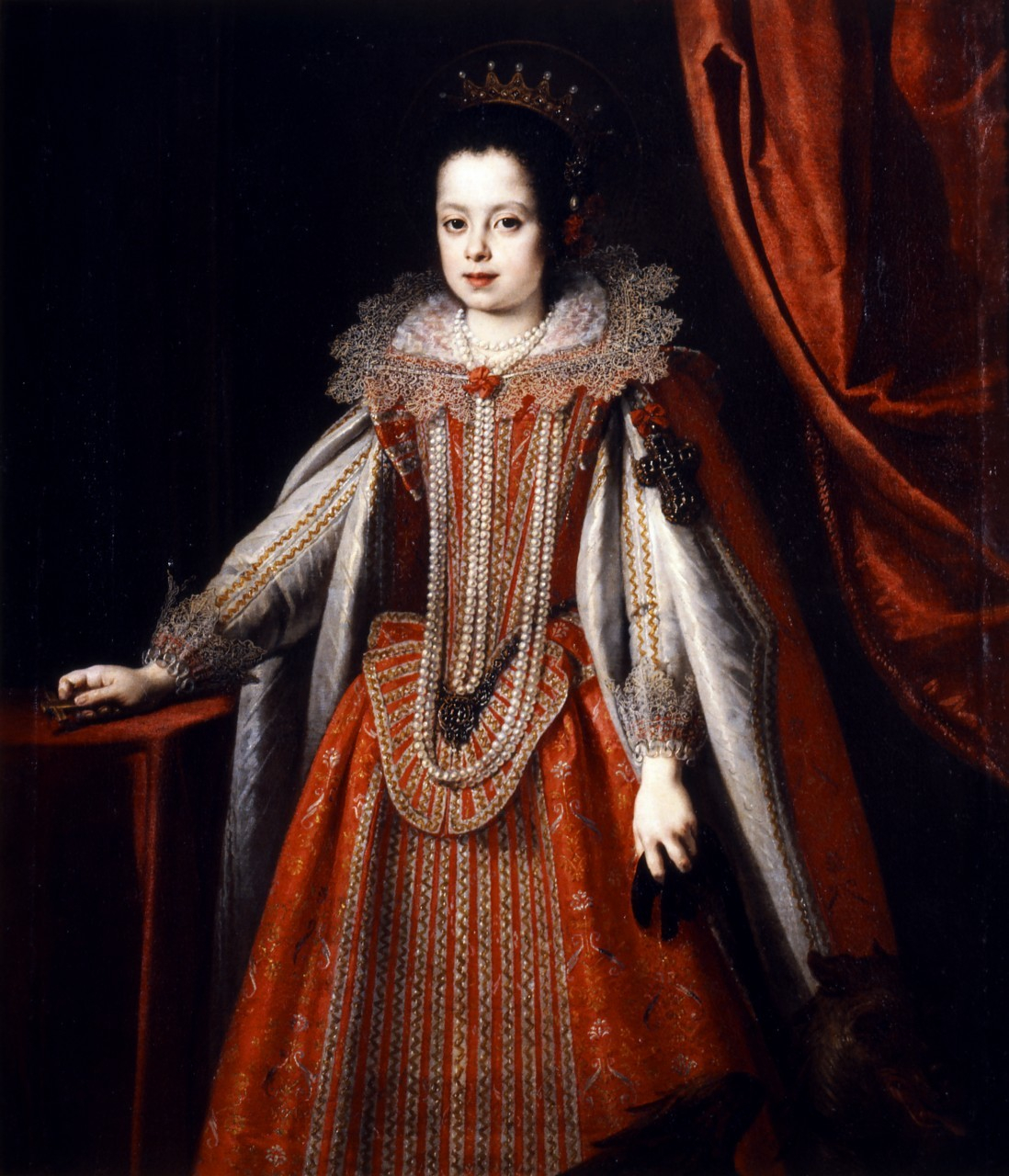
Vittoria della Rovere da bambina, dipinto di Justus Sustermans.

Ultima discendente dei della Rovere, duchi di Urbino, era figlia di Federico Ubaldo della Rovere e Claudia de' Medici, quindi nipote del granduca Ferdinando I di Toscana. Alla morte del marito, avvenuta quando la piccola Vittoria aveva meno di un anno di vita, la madre prima si trasferì a Firenze e poi si risposò con Leopoldo del Tirolo, lasciando la figlia alle cure della zia Maria Maddalena e della nonna Cristina di Lorena, vedova di Ferdinando I, reggenti del trono granducale e tutrici del granduca Ferdinando II, ancora minorenne.

### Giovinezza
Le due tutrici diedero a Vittoria un'educazione di rigida osservanza cattolica e si preoccuparono inoltre di assicurarne il fidanzamento, nel 1623, col cugino tredicenne Ferdinando. Nel 1631 moriva l'ultimo dei della Rovere, Francesco Maria, di cui Vittoria era l'unica erede: in teoria il Ducato di Urbino sarebbe dovuto passare al Granducato di Toscana, di cui Vittoria era aspirante sovrana, ma ciò fu impedito dalla vigorosa reazione del papa Urbano VIII, al quale le due reggenti non osarono contrapporsi: in compenso, Vittoria e la casata medicea ottenevano il possesso della ricchissima collezione di dipinti della famiglia estinta, comprendente capolavori di Tiziano e Raffaello Sanzio (che oggi sono tra i maggiori vanti degli Uffizi e della Galleria Palatina).

### Matrimonio

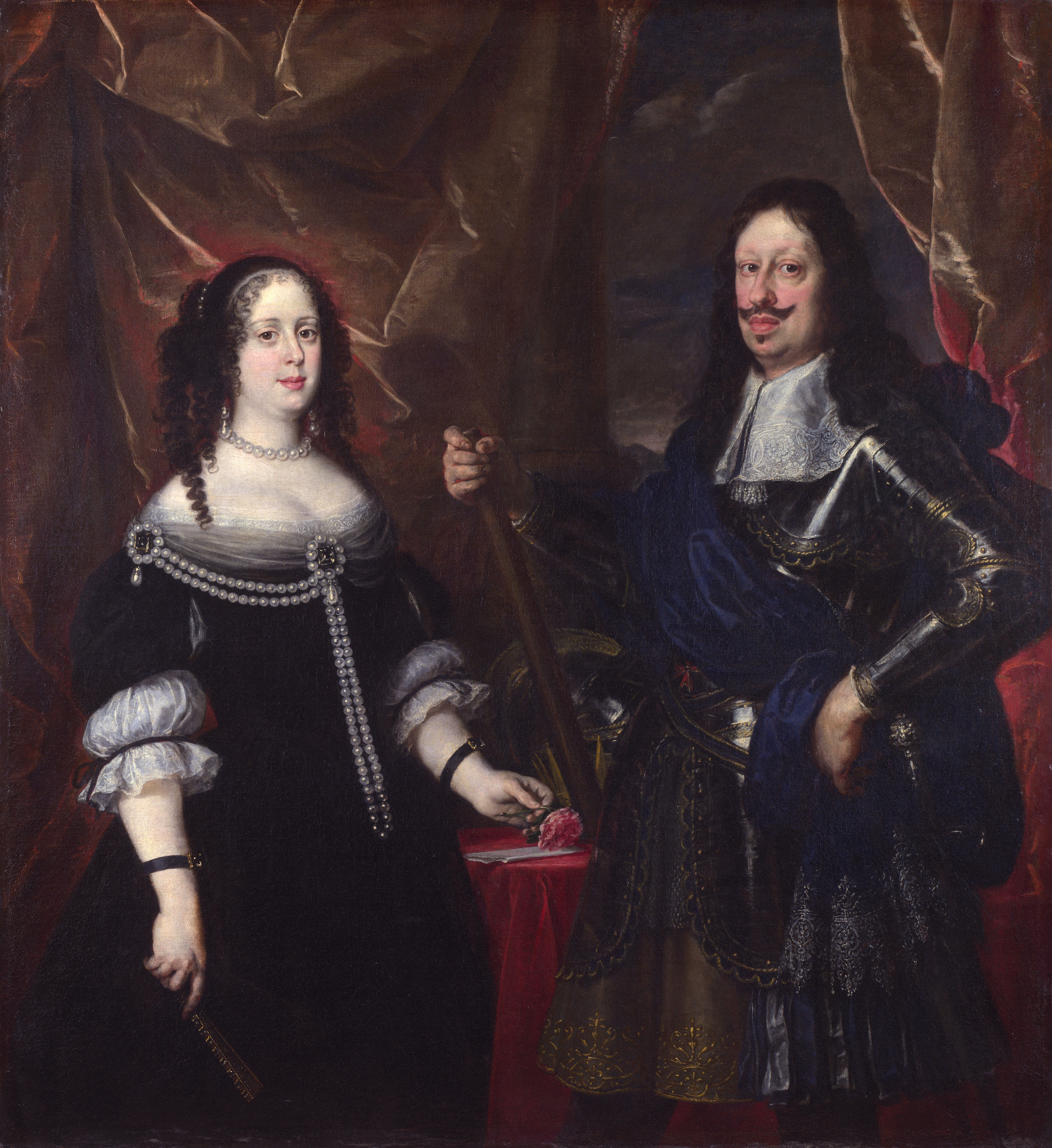
Ferdinando II de' Medici e Vittoria della Rovere ritratti da Justus Sustermans nel 1666, National Gallery, Londra

Vittoria sviluppò un carattere austero e devoto, attentissimo alle forme esteriori della religiosità cattolica. Nel 1628 Ferdinando divenne granduca a tutti gli effetti per il raggiungimento della maggiore età e nel 1634 veniva officiato il suo matrimonio in forma privata con Vittoria, celebrato in forma ufficiale tre anni dopo, il 6 aprile 1637. Vittoria fu incoronata in Duomo il 5 luglio successivo.
L'unione non fu felice. Dopo due bambini morti appena venuti al mondo (Cosimo ed una bambina di cui non fu reso noto il nome), nel 1642 nacque l'erede, il futuro Cosimo III, per la cui educazione sorsero seri contrasti tra i sovrani: Ferdinando avrebbe voluto dargli un'educazione moderna, laica e scientifica mentre Vittoria esigeva un'educazione impartita da religiosi. Vinse la moglie, con conseguenze negative per la futura vita del Granducato, che si manifestarono una volta che Cosimo divenne sovrano.
La coppia ebbe un secondogenito, Francesco Maria, nel 1660: la distanza tra le due nascite dei principi venne spiegata con una vera e propria separazione in casa tra la coppia granducale, dovuta alla scoperta, da parte di Vittoria, dell'orientamento bisessuale del marito, colto in flagrante in atteggiamenti intimi con un paggio di corte, Bruto della Molara. La sovrana reagì interrompendo i rapporti col marito, dedicandosi alle pratiche religiose e conducendo una vita austera.

### Ultimi anni e morte
Nel 1670 moriva Ferdinando II. Subito si accese una vivace rivalità tra la nuova granduchessa, Margherita Luisa d'Orléans, e la granduchessa madre per la partecipazione al potere accanto a Cosimo III. Dopo un paio di anni l'ebbe vinta Vittoria, dato che Margherita Luisa abbandonava Firenze per trasferirsi prima in alcune ville di campagna e poi tornandosene a Parigi.
Grazie alla sua insistenza, la Granduchessa riuscì a salvare gli affreschi della cappella Brancacci; ella infatti si oppose a Francesco Feroni, abbiente uomo che voleva comprarla, demolirla e ricostruirla in stile barocco.
Vittoria della Rovere si spense a Pisa il 5 marzo 1694.
Di lei ci restano numerosi ritratti, eseguiti soprattutto dal ritrattista ufficiale dei Medici Justus Sustermans, in diverse fasi della sua vita.

### Sepoltura
Nel 1857, durante una prima ricognizione delle salme dei Medici, così venne ritrovato il suo corpo: 
grandi medaglie d’oro […] Dappresso ai piedi, racchiusa in tubo di piombo, era la iscrizione scritta su cartapecora e ben conservata […]»

## Discendenza
Vittoria e Ferdinando ebbero quattro figli:
- Cosimo de' Medici (†1639), gran principe di Toscana, morto quaranta ore dopo la nascita;
- Figlia nata morta
- Cosimo III de' Medici (1642-1723), granduca di Toscana, sposò Margherita Luisa d'Orléans ed ebbe due figli e una figlia, ma nessuno dei tre generò a sua volta discendenza;
- Francesco Maria de' Medici (1660-1711), già cardinale, sposò Eleonora Luisa Gonzaga per cercare senza successo di porre rimedio all'imminente estinzione della casata.

## Ascendenza
|                                 |                     |                               | Genitori                             |  |  | Nonni |  |  | Bisnonni                   |  |  | Trisnonni                      |  |
|                                 |                     |                               |                                      |  |  |       |  |  | Guidobaldo II della Rovere |  |  | Francesco Maria I della Rovere |  |
|                                 |                     |                               |                                      |  |  |       |  |  | Guidobaldo II della Rovere |  |  | Francesco Maria I della Rovere |  |
|                                 |                     | Eleonora Gonzaga della Rovere |                                      |  |  |       |  |  | Guidobaldo II della Rovere |  |  |                                |  |
| Francesco Maria II della Rovere |                     |                               |                                      |  |  |       |  |  | Guidobaldo II della Rovere |  |  |                                |  |
|                                 |                     | Vittoria Farnese              | Pier Luigi Farnese                   |  |  |       |  |  |                            |  |  |                                |  |
|                                 |                     | Vittoria Farnese              | Pier Luigi Farnese                   |  |  |       |  |  |                            |  |  |                                |  |
|                                 |                     | Vittoria Farnese              | Gerolama Orsini                      |  |  |       |  |  |                            |  |  |                                |  |
| Federico Ubaldo della Rovere    |                     | Vittoria Farnese              |                                      |  |  |       |  |  |                            |  |  |                                |  |
|                                 |                     | Ippolito della Rovere         | Cardinale Giulio della Rovere        |  |  |       |  |  |                            |  |  |                                |  |
|                                 |                     | Ippolito della Rovere         | Cardinale Giulio della Rovere        |  |  |       |  |  |                            |  |  |                                |  |
|                                 |                     | Ippolito della Rovere         | Leonora N.                           |  |  |       |  |  |                            |  |  |                                |  |
| Livia della Rovere              |                     | Ippolito della Rovere         |                                      |  |  |       |  |  |                            |  |  |                                |  |
|                                 |                     | Isabella Vitelli              | Jacopo Vitelli                       |  |  |       |  |  |                            |  |  |                                |  |
|                                 |                     | Isabella Vitelli              | Jacopo Vitelli                       |  |  |       |  |  |                            |  |  |                                |  |
|                                 |                     | Isabella Vitelli              | Livia Orsini                         |  |  |       |  |  |                            |  |  |                                |  |
| Vittoria della Rovere           |                     | Isabella Vitelli              |                                      |  |  |       |  |  |                            |  |  |                                |  |
|                                 | Cosimo I de' Medici | Giovanni de' Medici           |                                      |  |  |       |  |  |                            |  |  |                                |  |
|                                 | Cosimo I de' Medici | Giovanni de' Medici           |                                      |  |  |       |  |  |                            |  |  |                                |  |
|                                 | Cosimo I de' Medici | Maria Salviati                |                                      |  |  |       |  |  |                            |  |  |                                |  |
| Ferdinando I de' Medici         | Cosimo I de' Medici |                               |                                      |  |  |       |  |  |                            |  |  |                                |  |
|                                 |                     | Eleonora di Toledo            | Don Pedro Álvarez de Toledo y Zúñiga |  |  |       |  |  |                            |  |  |                                |  |
|                                 |                     | Eleonora di Toledo            | Don Pedro Álvarez de Toledo y Zúñiga |  |  |       |  |  |                            |  |  |                                |  |
|                                 |                     | Eleonora di Toledo            | María Osorio y Pimentel              |  |  |       |  |  |                            |  |  |                                |  |
| Claudia de' Medici              |                     | Eleonora di Toledo            |                                      |  |  |       |  |  |                            |  |  |                                |  |
|                                 |                     | Carlo III di Lorena           | Francesco I di Lorena                |  |  |       |  |  |                            |  |  |                                |  |
|                                 |                     | Carlo III di Lorena           | Francesco I di Lorena                |  |  |       |  |  |                            |  |  |                                |  |
|                                 |                     | Carlo III di Lorena           | Cristina di Danimarca                |  |  |       |  |  |                            |  |  |                                |  |
| Cristina di Lorena              |                     | Carlo III di Lorena           |                                      |  |  |       |  |  |                            |  |  |                                |  |
|                                 |                     | Claudia di Valois             | Enrico II di Francia                 |  |  |       |  |  |                            |  |  |                                |  |
|                                 |                     | Claudia di Valois             | Enrico II di Francia                 |  |  |       |  |  |                            |  |  |                                |  |
|                                 |                     | Claudia di Valois             | Caterina de' Medici                  |  |  |       |  |  |                            |  |  |                                |  |
|                                 |                     | Claudia di Valois             |                                      |  |  |       |  |  |                            |  |  |                                |  |